# Giuseppe Casari
Giuseppe Casari (Martinengo, 1922. április 10. – Seriate, 2013. november 12.) válogatott olasz labdarúgó, kapus.

## Pályafutása

### Klubcsapatban
Az Atalanta csapatában kezdte a labdarúgást. 1944-ben itt mutatkozott be az első csapatban. 1950 és 1953 között a Napoli együttesében védett. 1953 és 1956 között a Padova játékosa volt.

### A válogatottban
1948 és 1951 között hat alkalommal szerepelt az olasz válogatottban.